# ستيفن هاولي
ستيفن هاولي (بالإنجليزية: Stephen Hawley)‏ هو سياسي أمريكي، ولد في 1947 في باتافيا في الولايات المتحدة. حزبياً، نشط في الحزب الجمهوري. وقد انتخب عضو جمعية ولاية نيويورك.

## وصلات خارجية
- الموقع الرسمي